# Титаренко Олексій Антонович
Олексі́й Анто́нович Титаре́нко (17 (30) березня 1915 , Маріуполь, Катеринославська губернія  — 14 липня 1992 , Київ ) — український радянський партійний діяч, 1-й секретар Запорізького обкому КПУ, 2-й секретар ЦК КПУ. Кандидат у члени ЦК КПУ (1952—1965), член ЦК КПУ (1965—1990). Член Політбюро ЦК КПУ з березня 1966 по грудень 1988 року. Кандидат у члени ЦК КПРС (1966—1971), член ЦК КПРС (1971—1989). Депутат Верховної Ради СРСР 7—11-го скликань і депутат Верховної Ради Української РСР 4—11-го скликань. Герой Соціалістичної Праці (29.03.1985).

## Біографія

Могила Олексія Титаренка

Народився 17 (30) березня 1915 року  в робітничій родині в місті Маріуполі, тепер Донецька область, Україна.
У лютому 1929 — березні 1931 року — учень слюсаря школи фабрично-заводського навчання у Маріуполі. У березні 1931 — вересні 1936 року — слюсар, бригадир, майстер цеху Маріупольського металургійного заводу імені Ілліча Донецької області.
У вересні 1936 — липні 1937 року — студент прокатного факультету Маріупольського металургійного інституту, інженер-металург.
У липні — вересні 1937 року — майстер трубопрокатного цеху металургійного заводу імені Карла Лібкнехта у місті Дніпропетровську. У вересні — грудні 1937 року — інженер-прокатник трубопрокатного заводу імені Куйбишева у місті Маріуполі Донецької області.
У грудні 1937 — лютому 1939 року служив у Червоній Армії: молодший лейтенант військового з'єднання № 5466.
У лютому 1939 — серпні 1940 року — інженер-технолог, помічник начальника цеху з гарячої обробки металів Маріупольського металургійного заводу імені Ілліча Сталінської області.
Член ВКП(б) з лютого 1940 року.
У серпні 1940 — вересні 1941 року — начальник термічного цеху Маріупольського металургійного заводу імені Ілліча Сталінської області. Під час німецько-радянської війни був евакуйований разом із заводом у місто Нижній Тагіл Свердловської області.
У вересні 1941 — березні 1944 року — начальник термічного цеху, у березні 1944 — лютому 1946 року — начальник ковальсько-пресувального цеху металургійного заводу № 183 у місті Нижній Тагіл Свердловської області.
У лютому 1946 — жовтні 1947 року — начальник складального цеху, у жовтні 1947 — січні 1948 року — начальник сортопрокатного цеху Маріупольського металургійного заводу імені Ілліча Сталінської області.
У січні 1948 — березні 1951 року — 1-й секретар Іллічівського районного комітету КП(б)У міста Жданова Сталінської області.
У березні — жовтні 1951 року — завідувач відділу важкої промисловості Сталінського обласного комітету КП(б)У.
25 жовтня 1951 — серпень 1952 року — секретар Сталінського обласного комітету КП(б)У.
У серпні 1952 — березні 1960 року — 1-й секретар Сталінського міського комітету КПУ Сталінської області.
1 березня 1960 — серпень 1962 року — 2-й секретар Сталінського (Донецького) обласного комітету Компартії України.
До 16 серпня 1962 року — інспектор ЦК КПУ.
16 серпня 1962 — 17 січня 1963 року — 1-й секретар Запорізького обласного комітету КПУ. 17 січня 1963 — 15 грудня 1964 року — 1-й секретар Запорізького промислового обласного комітету КПУ. 15 грудня 1964 — 24 березня 1966 року — 1-й секретар Запорізького обласного комітету КПУ.
18 березня 1966 — 22 жовтня 1982 року — секретар ЦК КПУ (відповідав за розвиток народного господарства).
З 22 жовтня 1982 по 12 грудня 1988 року — 2-й секретар ЦК Комуністичної партії України.
З грудня 1988 року — на пенсії. Жив у Києві. Помер 14 липня 1992 року в Києві. Похований на Байковому кладовищі (ділянка № 1).

## Нагороди
Указом Президії Верховної Ради СРСР від 29 березня 1985 року за великі заслуги перед Комуністичною партією і Радянською державою і у зв'язку з сімдесятиріччя з дня народження Титаренку Олексію Антоновичу присвоєно звання Героя Соціалістичної Праці з врученням ордена Леніна і золотої медалі «Серп і Молот».
Нагороджений чотирма орденами Леніна (26.04.1957, 25.08.1971, 28.03.1975 (за заслуги перед Комуністичною партією і Радянською державою і у зв'язку з шістдесятиріччям з дня народження), 29.03.1985), орденом Жовтневої Революції (8.12.1973), орденом Трудового Червоного Прапора (23.03.1965), орденом Вітчизняної війни 1-го ступеня (7.06.1947), орденом «Знак Пошани» (5.06.1942), орденом Дружби народів (28.10.1981), орденом Червоної Зірки (5.07.1944), медалями.